# Exetastes manchuricus
Exetastes manchuricus là một loài tò vò trong họ Ichneumonidae.